# Кукуєцій-Век
Кукуєцій-Век (рум. Cucuieții Vechi) — село в Ришканському районі Молдови. Входить до складу комуни, адміністративним центром якої є село Алексендрешть.

## Відомі особистості
В поселенні народився:
- Волков Володимир Васильович (* 1961) — український політик, громадський діяч.